# Surat Huseynov
Surat Huseynov (en azerí: Surət Davud oğlu Hüseynov) (Ganya, 12 de febrero de 1959-31 de julio de 2023) fue un político azerí, que fue jefe de Gobierno de su país entre 1993 y 1994.

## Biografía
Sirvió en el ejército soviético entre 1977 y 1979 y posteriormente se graduó en el Instituto Tecnológico de Leninabad. Posteriormente realizó diversos trabajos temporales en diversos lugares como Novopavlovsk, Shaki y Yevlaj.
Como muchos habitantes de la zona, Hüseynov se vio involucrado en la primera guerra del Alto Karabaj. En 1990 formó un grupo armado que en 1992-1993 participó en la toma y posterior pérdida de Agdara. Fue acusado de traición por sus acciones militares en Agdara y el presidente Abulfaz Elchibey mandó arrestarlo y desarmar a sus tropas, lo cual condujo a una situación de caos en el país que terminó a finales de 1993 con Heydar Alíyev como presidente y Huseynov como primer ministro.
Desacuerdos político-económicos entre ambos, relacionados con la admisión de empresas occidentales a la explotación petrolífera, terminaron en 1994 con un intento de golpe de Estado de Huseynov contra Alíyev. El golpe fracasó y Huseynov se refugió en Rusia. Fue extraditado en 1997 y condenado a cadena perpetua en 1999, pero en 2004 fue indultado y actualmente vive apartado de los asuntos políticos.